# Palavra complementada
Palavra Complementada é um sistema de comunicação utilizado com e entre surdos e ouvintes. É um sistema baseado em fonemas, que faz com que línguas tradicionalmente faladas se tornem acessíveis através do uso de um pequeno conjunto de configurações de mão (representando consoantes) em diferentes posições próximas à boca (representando vogais), como um adendo à leitura labial. Ela é utilizada para auxiliar pessoas que possuem necessidades especiais relacionadas a línguas, dialetos, comunicação e aprendizado.

## História
A Palavra Complementada foi inventada em 1966 pelo Dr. R. Orin Cornett, da Gallaudet University, em Washington D.C. Após descobrir que crianças com deficiências auditivas costumavam ter uma compreensão de leitura fraquíssima, ele desenvolveu esses sistema visando melhorar as habilidades de leitura de tais crianças, através de uma melhor compreensão dos fonemas da língua inglesa. Como muitos desses sons parecem iguais no tocante à movimentação dos lábios (tais como /p/ e /b/), os sinais manuais introduzem um contraste visual, ao invés do contraste acústico com o qual os ouvintes estão acostumados. Palavra Complementada também pode ajudar as pessoas a escutar sons incompletos ou distorcidos — de acordo com a National Cued Speech Association (Associação Nacional de Palavra Complementada, em inglês), em cuedspeech.org, "o implante coclear e a Palavra Complementada são parceiros poderosos".
Visto que a Palavra Complementada é baseada no ato de fazer sons se tornarem visíveis para deficientes auditivos, ela não é limitada ao uso apenas nos países de língua inglesa. Dada a demanda pelo seu uso em outros países/línguas, por volta de 1994 o Dr. Cornett havia adaptado o seu sistema para outras 25 línguas e dialetos. Originalmente concebida para representar o inglês americano, o sistema foi adaptado para o francês em 1977. Desde 2005, a Palavra Complementada foi adaptada para aproximadamente 60 línguas e dialetos, incluindo seis dialetos da língua inglesa. Para línguas tonais, como o tailandês, o tom é indicado pela inclinação e pelo movimento da mão. Para a língua inglesa, a Palavra Complementada usa oito diferentes configurações de mão e quatro diferentes posições ao redor da boca.

## Uso
Apesar de, para um ouvinte, a Palavra Complementada parecer similar a uma língua de sinais, ela não o é; assim como também não é um tipo de sistema de linguagem manualmente codificada para traduzir uma língua falada. Palavra Complementada é uma modalidade de comunicação para representar a língua inglesa (e outras) a um nível fonológico (fonética).
Dentro dos Estados Unidos, seus proponentes costumam definir esse sistema como uma alternativa para a American Sign Language (ASL) e outras línguas de sinais similares, enquanto outros enfatizam que ela deve ser usada como um adendo a tais línguas. Para a comunidade que utiliza ASL, Palavra Complementada é um componente de potencial único para o aprendizado da língua inglesa como segunda língua. Dentro de modelos Bilinguais-Biculturais, a Palavra Complementada não "pega emprestado" ou inventa sinais da ASL, nem mesmo tenta modificar sua sintaxe ou gramática. O que ela de fato faz é prover um modelo sem ambiguidades para o aprendizado de línguas, que não faz qualquer tipo de modificação na ASL.

## Palavra Complementada e alfabetização
Palavra Complementada é baseada na hipótese de que, se todos os sons da língua falada parecerem claramente diferentes uns dos outros quando visualizados nos lábios de quem fala, os deficientes auditivos aprenderiam a língua da mesma forma que ouvintes a aprendem, apenas utilizando a visão ao invés da audição.
A Palavra Complementada foi desenvolvida com o intuito de melhorar as taxas de alfabetização entre as crianças. Ainda hoje, um dos argumentos feitos por quem defende o uso de Palavra Complementada para usuários da língua inglesa é que as taxas de alfabetização para a leitura de conteúdos em inglês é significativamente menor dentre aqueles que aprendem ASL do que entre os que aprendem Palavra Complementada. Essa diferença costuma ser atribuída ao fato de a ASL ser uma língua totalmente distinta da língua inglesa, com sua própria sintaxe e padrões léxicos, enquanto a Palavra Complementada não é uma língua, e sim um método para fazer com que sons falados se tornem visíveis.
Em seu artigo "The Relationship Between Phonological Coding And Reading Achievement In Deaf Children: Is Cued Speech A Special Case?" ("A Relação Entre Codificação Fonológica e Conquistas de Leitura entre Crianças Surdas: A Palavra Complementada É Um Caso Especial?", tradução livre do inglês), de 1998, Ostrander nota: "Pesquisas consistentes mostram uma ligação entre a falta de consciência fonológica e dificuldades de leitura (Jenkins & Bowen, 1994)", e discute a base de pesquisa para ensinar Palavra Complementada como um auxílio ao desenvolvimento da consciência fonológica e da alfabetização. Ostrander conclui que muita pesquisa nessas áreas ainda é necessária.
O editor da revista "Cued Speech" fala que "Pesquisas indicando que a Palavra Complementada melhora significativamente a recepção de línguas faladas por crianças surdas foram reportadas em 1979 por Gaye Nicholls, e em 1982 por Nicholls e Ling."

### Organizações de Palavra Complementada (em inglês)
- National Cued Speech Association of the USA (NCSA)
- Language Matters (LMI)
- Cued Speech Association UK
- Testing, Evaluation, and Certification Unit (TECUnit) The cued language national testing body of the United States

### Tutoriais e informações em geral (em inglês)
- Cued Speech Discovery/CuedSpeech.com - The NCSA bookstore. Some overview information and how to incorporate Cued Speech effectively.
- DailyCues.com - News and learning resources, some free online.
- learntocue.co.uk - Multimedia resources for learning Cued Speech (British English)
- The Art of Cueing - extensive free course for cueing American dialects of English, containing Quicktime video samples.

### Línguas complementadas além da língua inglesa
- Cued Portuguese: Português Falado Complementado
- Cued Spanish: Método Oral Complementado (MOC)
- Cued French: Langage Parlé Complété (LPC)
- Cued Polish: Fonogesty
- Cued Persian: Farsi